# ベイカーストリート強盗事件

泥棒が金庫室に入った経路

ベイカーストリート強盗事件 (Baker Street robbery) は、1971年9月11日の夜、ロンドンのロイズ銀行ベーカー街支店で発生した貸金庫の 強盗事件である。一味は2軒隣の貸店舗から40フィート（12メートル）のトンネルを掘り、金庫室の床を突き破って侵入した。被害総額は不明であるが、125万ポンドから300万ポンドの間であったと思われる。警察が回収したのは23万1000ポンドのみであった。
この強盗事件は、犯罪歴のあるアンソニー・ギャビンがコナン・ドイルの短編小説『赤毛連盟』に着想を得て計画したものである（同書ではシャーロック・ホームズが銀行の金庫室の床から侵入する盗賊を待ち伏せる）。ギャビンたちは、銀行から2軒隣の革製品店「ル・サック」を借りて、週末にトンネルを掘った。金庫の内部は、メンバーの1人が傘と腕の長さを使って設備の寸法と位置を測って地図を作成した。当初はジャッキで金庫室の床に穴を開けようとし、それが失敗するとランス切断を使用し、それもうまく行かずゼリグナイトの爆薬で穴を開けた。金庫室に侵入後は268個の貸金庫を空にした。一味は近くの屋上に見張りを置いてトランシーバーで連絡を取っていたが、その会話をアマチュア無線家のロバート・ローランズが偶然受信した。彼は警察に通報したが相手にされず、テープレコーダーでその会話を録音した。再度警察に通報してようやく警察は彼の話を信用し、一味が侵入を試みている間に捜査を開始した。付近の半径8マイル（約13km）にある750の銀行を捜索したが、一味の行方はつかめなかった。
強盗が発覚してまもなく、警察は一味のメンバーを特定した。メンバーの一人ベンジャミン・ウルフはル・サックの賃貸契約を本名で結んでおり、情報提供者はギャビンにつながる情報をもたらした。1971年10月末、警察はウルフ、ギャビン、レジ・タッカー、トーマス・スティーブンズを逮捕した。さらに、1人の女性を含む他のメンバーを5年間探し続けたが、それ以上は逮捕されなかった。ギャビン、タッカー、スティーブンスは12年の懲役を言い渡され、ウルフは60代だったため、他のメンバーより少ない8年の懲役を言い渡された。
この強盗事件には、「政府が報道を検閲するためにD通告を出した」「貸金庫の1つにマーガレット王女と俳優で犯罪者のジョン・ビンドンの良からぬ写真があった」「保守党の閣僚が子供を虐待している写真が見つかった」などの噂があった。これらの主張を支持する証拠はなく、広く否定されている。この噂の一部は、2008年に公開された映画『バンク・ジョブ』のストーリーにもなっている。この強盗事件に関する文書の多くはイギリス国立公文書館に保管されており、2071年1月まで非公開の処置が取られている。

## 背景

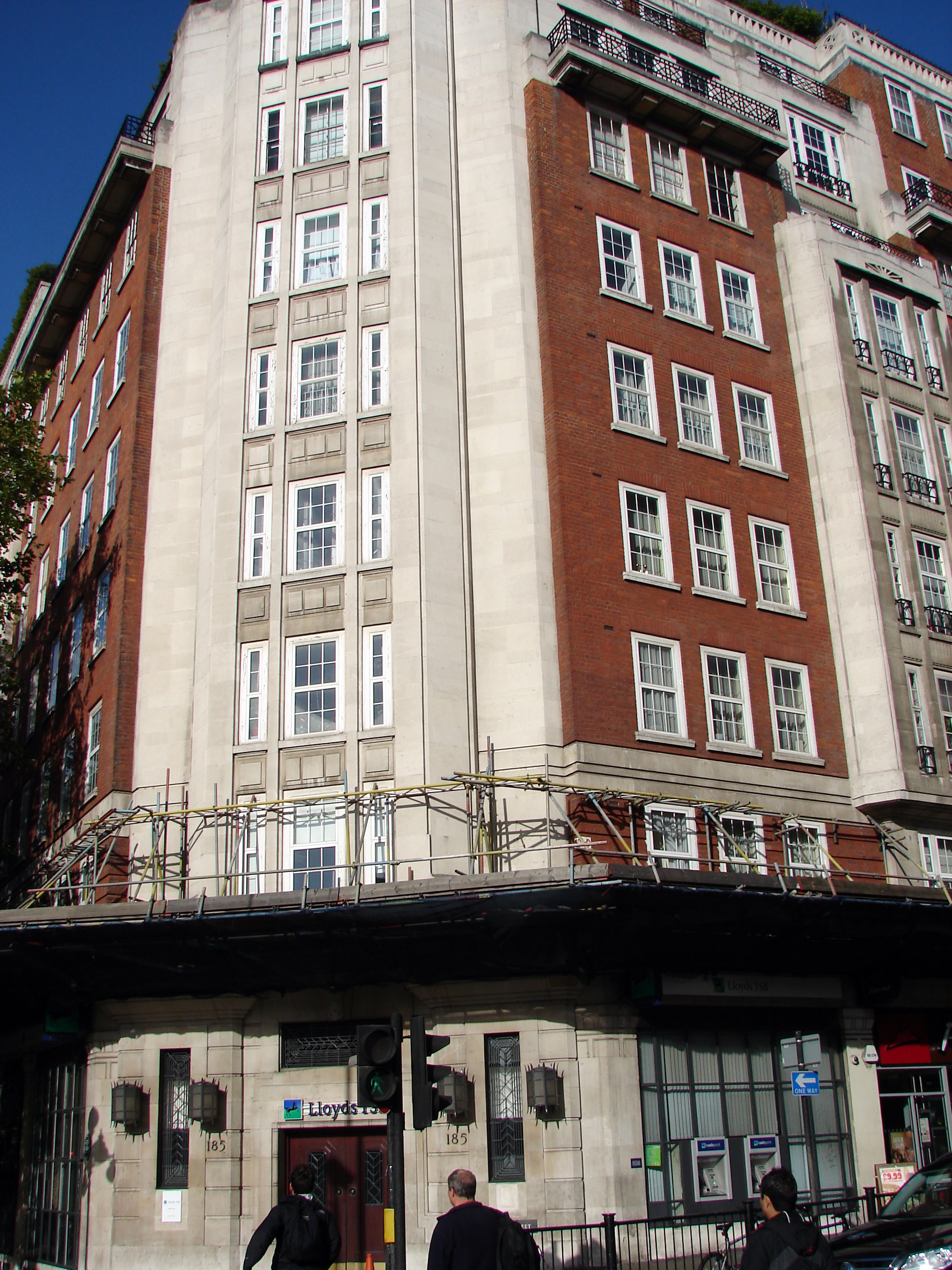
ベーカー街187番地のロイズ銀行支店

1970年、ロンドン北部に住む38歳の写真家アンソニー・ギャビンは、ロンドンのベーカー街187番地にあるロイズ銀行の支店への強盗を計画しはじめた。彼は近くの建物から銀行の床までトンネルを掘ることに決めた。この計画はコナン・ドイルの1891年の短編『赤毛連盟』から着想を得ている。この物語では、シャーロック・ホームズとワトソン博士が先回りして金庫室で待ち受けるところに強盗団が侵入してくる。元陸軍の身体訓練教官で複数の犯罪者とつながりを持つギャビンは、ジャーナリストのトム・ペティフォーとニック・サマーラドによって「強引な性格で、身体的な脅威を与える性質があった」と評された。サセックス大学のジャーナリズム学部長であるポール・ラッシュマーによれば、ギャビンはブライアン・リーダーが率いるギャングのメンバーであり、リーダーも強盗に関与していたとされるが、リーダー自身はベーカー街での事件への関与を強く否定している。

## 準備
ギャビンは、犯罪歴のない中古車販売員レッグ・タッカーにターゲットの銀行を下見させた。タッカーは1970年12月に銀行口座を開設し、その2ヶ月後に支店内に貸金庫を借りたが、その後の数ヶ月間に13回も金庫を訪れた。当時の銀行の慣例では、客が貸金庫を開ける際には職員はその場に同席しないことになっていた。タッカーは独りになると、自分の腕の長さと持ってきた傘を使って部屋の大きさを測った。その際に9インチ（23cm）角のタイルを数えることで正確なサイズを把握した。彼は部屋の地図を描き、金庫や他の什器の位置を記入した。同じく犯罪歴のない中古車販売員トーマス・スティーブンズは、ランス切断器やジャッキなど、侵入に必要な道具を手に入れた。リーダーの友人の一人、ボビー・ミルズが見張り役として採用された。他に2人が雇われ、そのうちの1人は爆発物の専門家だった。また、ギャビンの友人の一人であるミッキー・スキニー・ジェルヴェーズは警報機の専門家であり、さらに身元不明の2人の男「リトルレッグス」と「TH」も連れてこられた。ラッシュマーによれば、THはアレック・アイスト警部と接触しており、アイストは「評判では1950年代から1970年代半ばにかけてのスコットランドヤードで最も腐敗した警官」と書かれている。ジャーナリストのダンカン・キャンベルはアイストを「1950年代から1970年代にかけて最も活発だった曲者の警官」の一人と評している。
1971年5月、銀行の2軒隣にあるベーカー街189番地の革製品店「ル・サック」のオーナーは、装飾品や小物を売る64歳のベンジャミン・ウルフに、この店の借地権を1万ポンドで売った。ウルフは一味のメンバーの数人と繋がりがあった。 この物件の地下室は、一味の見積もりによると銀行の金庫室と同じ高さにあった。

## 実行
近くの道路工事によって金庫室の震動感知器が何度か誤報を生じ、一時的にスイッチが切られていた。地元の警備会社の従業員が、掘削と警報が切られる日程を一味に知らせていた。 トンネル掘削作業は1971年8月の銀行休日の金曜日の夜に始まり、1971年9月10日まで続いた。騒音を聞かれるのを避けるため、彼らは週末を選んで掘削作業を進めた。ギャビンはル・サックから金庫室の床の下までの掘削を指揮した。彼はその間に2ストーン（28ポンド、13kg）痩せたと後に語っている。彼とタッカーと3人目の仲間がル・サックから作った侵入口は、幅15インチ（38cm）で、6インチ（15cm）のコンクリートを貫通していた。ギャビンは隣接する店「チキン・イン」の地下室の壁に達するまで掘り、その後その店の地下室の床をトンネルの屋根にして、建物の下を掘り進んでいった。完成したトンネルの長さは40フィート（12m）であり、最後に金庫室の下に、7×4×5フィート（2.1×1.2×1.5m）の空間を作った。掘削によって8ロングトン（8.1トン）の残土が発生し、ル・サックに運ばれて敷地の裏側に捨てられた。支柱を必要としないこのトンネルは、後に法廷で「工学の見事な作品」と評された。
一味は9月10日金曜日に銀行が週末休みに入ると金庫室への侵入を開始した。一味は銀行を見下ろす屋上に見張り役を置き、トランシーバーを使って連絡を取り合った。彼らは、ジャッキを使って厚さ3フィート（0.91m）の鉄筋コンクリート床に穴を開けようとし、彼らは金庫室の下に作った空間に鉄道枕木を敷いて土台とした。想定外だったのは、その空間の下に古い井戸があったことであり、ジャッキは金庫の床を押し上げる代わりに床を踏み抜いてしまった。次に彼らはランス切断を使って切り抜こうとしたがこれも失敗し、最終的にコンクリートに穴を開けてゼリグナイトの爆薬を詰めた。土曜日、一味は周辺の交通機関の動きに合わせて爆薬を爆発させて騒音を隠蔽した。直径12インチ（30cm）の穴が床を貫通した。彼らは破片を取り除き、ハンマーとノミで穴を広げた。最終的にトンネルの出口は12×14インチ（30×36cm）になった。
9月11日土曜日の午後11時頃、現場から半マイル（800m）離れたウィンポール・ストリートのアパートに住んでいたアマチュア無線家のロバート・ローランズは、偶然に一味のトランシーバーの会話を聞いた。彼は地元のタバコ屋に強盗が入ろうとしているのかと思った。午後11時30分、彼は警察に電話した。地元の警察官はいたずら電話だと思い、何か面白いことが耳に入ったら会話を録音するようにとローランズに言った。ローランズは、それは良いアイデアだと思い、小型のテープレコーダーを使って会話を録音した。 午前0時頃、彼は、店内の一味と近くの見張りとの間で、休憩を取ることについての会話を録音した。
話者1：オーケー、よく聞け。あと1時間、1時頃まで見張ってくれ。その後通信を終了し、少し寝て、朝6時に通信再開だ。

話者2：夜通し続けて、さっさと終わらせてしまおうじゃないか。

話者1：ここの俺たちが穴を開けたところは煙が充満しているんだ。もし警備員が来て、煙の匂いを嗅いだら、俺たちは何も盗らずにずらからなくちゃならない。でも、この方法なら、朝戻ってきたときに30万ドルを切り分けることができるんだ。そして、もし警備員がそれを台無しにしてしまったとしても、少なくとも俺たちはいくらか取ることができるさ。
見張り番と一味の意見の食い違いはしばらく続き、見張り番は「金はお前の神かもしれないが、俺の神じゃない！俺は降りる！」と言った。結局、女性の声と他の者より影響力がありそうな4人目の意見により、見張り番は一晩屋上に残ることに同意した。 また、一味は見張り番に貸金庫破りの進捗を告げた。「簡単なものは9割終わったので、あとは難しいものに取り掛かる。」

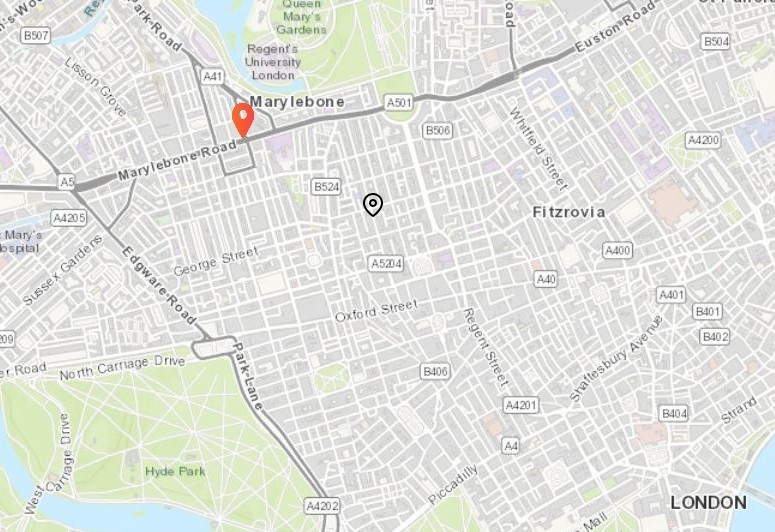
事件の関連箇所:
– ロイズ銀行ベーカー街支店
– ローランズの自宅付近

午前2時、ローランズは警察に再び訴えるに十分な録音ができたと判断し、今回は地元の警察署ではなくロンドン警視庁に電話した。ロンドン警視庁は特別機動隊を派遣してテープを聞かせ、強盗が行われていることを確信した。警官たちは、9月12日日曜日の午前8時30分に一味が現場に戻って見張りに無線連絡するまでローランズと一緒にいた。現場メンバーは、見張りが一晩中屋根にいたことに感謝を告げ、その日の午後早く仕事を終える予定だと伝えた。 午前中のある段階で、チキン・インのウェイターは銀行のある方から音を聞き、建物の窓から覗いて何か見えないか確かめた。その直後、ローランズと聴取していた警察官は、「他のチャンネルに変更するか？」という最後の通信を聞いた。ローランズは、これが銀行を出るための合図だったと考えている。
警察は、半径8マイル（13km）の750の銀行を捜索し始め、銀行関係者や地元の警備会社に連絡して支店を開けるように指示した。各支店には銀行関係者と警察の両方が訪れた。彼らがロイズ銀行のベーカー街支店を訪れたのは9月12日の午後3時30分だった。彼らは金庫室が外見上無事であることを確認した（金庫室はタイマー錠で施錠されていたため、開けて確認することはできなかった）。その時、ギャングがまだ中にいたかどうかは不明であるが、のちの警察は中にいた彼らが見張りからの警告を受けて静かにしていたのだろうと考えている。
強盗により、268個の貸金庫が開けられ、約4分の1は無事だった。彼らは銀行の金庫には手を付けなかった。ヘールシャム卿は銀行の箱の一つを所有していた。強盗事件当時、彼は司法省の最高幹部である大法官だった。被害総額は、15万ポンドから400万ポンド近くまで様々である。一味の通信手段から、この強盗事件は「ウォーキートーキー事件」と呼ばれるようになった。事件の通称は「ベイカーストリート強盗（robbery）事件」であるが、法的には強盗罪（burglary）と定義されている。オックスフォード大学出版局の法律辞典では、robberyを「窃盗を行うために、人に対して力を行使し、または力を行使される恐れがある状態に置く罪」と定義し、burglaryを「1968年盗難法に基づいて、3つの特定犯罪のいずれか（窃盗を含む）を行う意図を持って建物に侵入する犯罪」と定義している。

## その後

### 捜査
当初、強盗に自分たちの会話が警察に聞かれたことを知らせないために、ラジオ報道に制限が課されたが、これは9月13日月曜日までに解除された.。その日の朝、銀行員が出勤して金庫を開け、強盗が発覚した。警察は店内でランス、トランシーバー、ガス溶接用トーチなどの道具を発見した。800点の証拠が記録され、科学捜査が行われた。警察は4人の男性と1人の女性を捜索中であることを発表した。警察は、強盗の間、女性が見張り役やギャングとは別の場所にいて、管理者として行動していたと考えていた。 警察は後に、他の5人を捜索対象に加えた。銀行が警察に提供した貸金庫の所有者は260名で、他の8つの所有者は明かされなかった。
最大4チーム120人の刑事がこの事件に取り組んだ。1チームは現場検証、1チームは貸金庫の被害者たちへの聞き込み、1チームは司令部との調整、1チームは問い合わせ窓口を担当した。 まもなく警察は賃貸契約書からウォルフを特定し、4日以内に容疑者のリストを作成した。情報提供者からメンバー2人のファーストネームと別のメンバーによって買収されたパブの断片的な情報が得られた。警察は、そのパブからギャビンを結びつけた。数週間の監視と捜査の後、警察はウォルフ、ギャビン、スティーブンズ、タッカーを逮捕すべき重要人物として特定したが、他にも関与していると思われる3、4人と接触したいと思った。彼らが関心を寄せていた人物の一人は1971年10月以降フランスとイタリアに住んでいたが、この当時、海外の警察にイギリスへの帰国手配を依頼するための引き渡し協定がなかった。
1971年10月末、警察の監視チームは、タッカーがアブドゥラ・ハシャン・ガンジーとその甥のアックバー・モハマド・アリー・ガンジーの2人にバッグを手渡すのを目撃した。この2人は逮捕され、32,000ポンドの紙幣が押収された。ウォルフ、ギャビン、スティーブンズ、タッカーも翌々日に逮捕された。警察は、金庫から盗まれたと特定した231,000ポンドを回収した。
捜査終了後、ロンドン警視庁は、無許可の通信を聴いたとして、1967年の無線電信法に基づいてローランドを起訴することを検討したが、起訴されることはなかった。裁判の直後、彼の行動への謝礼としてロイズ銀行から2,500ポンドの小切手が彼に送られた。

### 裁判
2人のガンジーは11月16日まで勾留され、保釈金は75,000ポンドに設定された。タッカー、ギャビン、スティーブンズは、侵入に関する罪でそれぞれ3万ポンドの保釈金を課された。その後すぐに、銀行の保険会社はさらなる逮捕につながる情報のために3万ポンドの報酬を申し出た。
1973年1月2日、4人のギャングメンバーと2人のガンジーの裁判が開始された。スティーブンス、タッカー、ウルフ、ギャビンは銀行に侵入し、最低でも150万ポンドの価値がある貸金庫の中身を盗んだ罪と爆発物を所持した罪で、2人のガンジーは盗品を取り扱った罪で起訴された。スティーブンス、タッカー、ギャビンは有罪を認め、ウルフと2人のガンジーは無罪を主張した。2人のガンジーは、スイスに拠点を置くスターリング・ポンド購入に関わる金融機関の輸送者として活動していたと主張した。ウルフは、ル・サックの賃貸契約に署名した後、郵便物を受け取るために1度だけ店に戻っており、侵入についてのニュースを聞いてショックを受けたと主張した。1973年1月23日に審理は終了し、3日後に判決が下された。2人のガンジーは無罪となり、スティーブンス、タッカー、ギャビンはそれぞれ12年の実刑判決を受け、ウルフは年齢を理由に他の者より短い8年の刑を受けた。

### ロイズ銀行への訴え
1973年3月、貸金庫を借りていた被害者のうち64名がロイズ銀行を訴え、50万ポンドの損害賠償を請求した。この訴訟の審理は1977年に高等法院で始まり、その時点では138名の原告が66万ポンドの損害賠償を求めていた。ある証人（引退した宝石商）は、いくつかの品物が置かれたテーブルの周りを歩いて、自分の所有物を確認したと語り、彼と他の20人はこの作業中監視されていなかったと述べた。彼は、盗もうと思えば簡単に盗めそうなそれらの品物の中には、3,000ポンドから4,000ポンドくらいの価値があるダイヤモンドもあったと証言した。別の顧客は、ゴミ箱に指輪があるのを見た、希望すれば小さな商品のいくつかを盗むのは簡単だ、同じ燭台を異なる2人が自分のだと主張したことがあると銀行員から聞かされたことがある、などと証言した。裁判が始まって4日目、裁判官は銀行と物件が展示されている部屋を訪れた。翌日、裁判官は裁判を休廷させたが、理由は示されず、審理再開の日も設定されなかった。

## 噂
この強盗事件については、いくつかの噂が流れた。一つは、政府がD通告（ 国家安全保障上の理由から特定のテーマに関する記事をメディアに掲載しないよう正式に要請すること）を発行し、ニュースの公開を阻止したというものである。この主張はダンカン・キャンベルによって否定され、「D通告は要請すらなく、まして実施もされていない」と書かれている。ジャーナリスト、グレーム・マクラゲンは、日曜日、強盗がまだ進行中だったときにニュース禁止令が出ていたが、その後の数日間で事件は大きく報道されていたと述べている。もう一つの噂は、貸金庫の一つにマーガレット王女と俳優で犯罪者のジョン・ビンドンの良からぬ写真が入っていたというものである。キャンベルはこの話を「明るいナンセンス」と表現する。第三の噂は、子供を虐待する保守党閣僚の写真がギャングによって発見されて警察に見つかるよう残されていたが何も処置されなかったというものである。

## レガシー

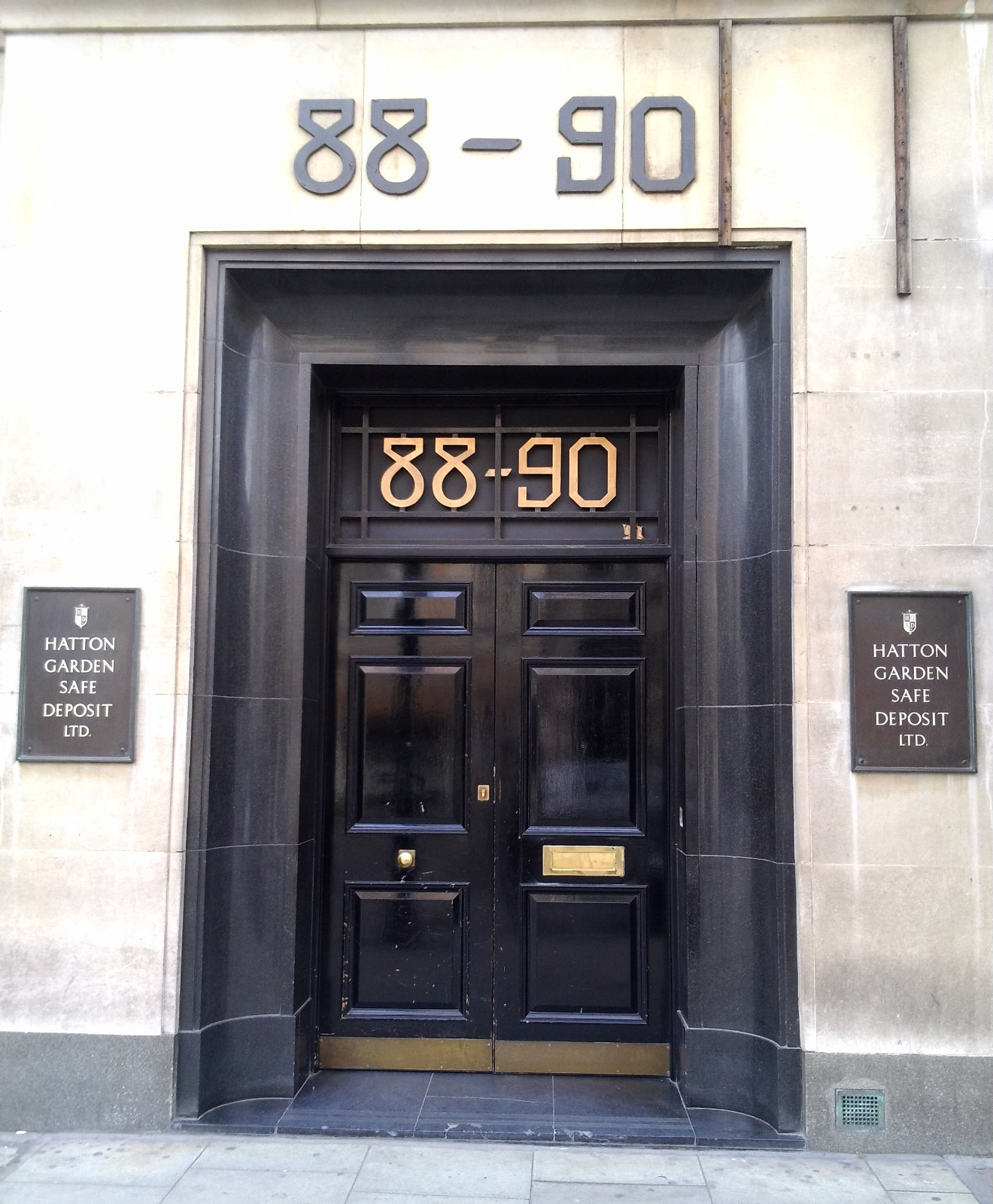
2015年のハットンガーデンの貸金庫強盗事件の現場

1976年、ソーホーに住むポルノグラファーでストリップクラブのオーナーであったジェームズ・ハンフリーズは、警察官が100万ポンド相当の宝石を「自分たちの分として」盗んだと主張した。 翌年、スコットランドヤードの幹部であるバート・ウィックステッド警視監が、疑惑に関する捜査を指揮することになった。
2011年、ヒストリーチャンネルで強盗事件に関するドキュメンタリー番組『The Baker Street Robbery』が放送され、ロバート・ローランズのインタビューと彼の録音が放送された。2023年、ヒストリーチャンネルのシリーズ『History's Greatest Heists』が強盗事件のドキュメンタリーで再現ドラマを用いた。この強盗事件のフィクション版は、2008年の映画『バンク・ジョブ』の主題となっており、トリニダード・トバゴの過激派マイケルXが貸金庫に隠し持っていたマーガレット王女の良からぬ写真を奪取するためにMI5が仕組んだか、後に隠蔽したというストーリーを使用している。以下の映画の宣伝文句では、多くの噂が流され、それを助長し、強化することになった。
（一味は）何百万ポンドもの現金や宝飾品が入った貸金庫を略奪した。どれも回収されなかった。誰も逮捕されなかった。この強盗事件は数日間話題になったが、その後メディアから姿を消した。英国政府のD通告により報道が封じられた結果である。この映画は、その金庫の中に何が隠されていたかを明らかにする。この物語は、殺人、汚職、ロイヤルファミリーに関連するセックススキャンダルを含んでおり、泥棒が最も罪のない関係者だったのだ。
2015年のハットンガーデンの貸金庫強盗事件は、当事件と酷似している。ブライアン・リーダーを首謀者とし、週末に実行され、貸金庫の入った金庫室に侵入したが、この場合、強盗は頑丈なドリルを使って壁から侵入している。
銀行での強盗事件に関する記録の多くは2013年にイギリス国立公文書館によって公開されたが、約800ページの情報は未公開のままであり、2071年1月に閲覧できるようになる予定である。